# اچ‌دی ۱۵۷۷۵۳
اچ‌دی ۱۵۷۷۵۳ یک ستاره است که در صورت فلکی آتشدان قرار دارد.